# 田中刑事
田中 刑事（たなか けいじ、ラテン文字: Keiji Tanaka、1994年11月22日 - ）は、日本のフィギュアスケート選手（男子シングル）。愛称はデカ。岡山県倉敷市出身。2022年4月11日、競技引退を発表。
主な実績に2011年世界ジュニア選手権2位。2013年全日本ジュニア選手権優勝。2016年、2017年全日本選手権連続2位など。

## 人物

### 出生
1994年、岡山県倉敷市にて、日本人の父と台湾人の母のもとに生まれる。正義感の強い子に育ってほしいとの思いから、「刑事」と名付けられた。
倉敷市立連島神亀小学校、倉敷市立連島中学校、岡山理科大学附属高等学校（健康・スポーツコース）卒業、倉敷芸術科学大学生命科学部健康科学科卒業、同大学大学院在学中。
尊敬するフィギュアスケート選手は、「引き寄せられるような演技や表現力からスケートの魅力を強く感じ、その後のスケート人生に大きな影響を与えた」という同郷の髙橋大輔や、幼い頃から同じ試合に出ていた町田樹である。
同級生の羽生結弦や日野龍樹には、ライバル心を抱いているという。

### サブカルチャーとフィギュアスケートの融合
サブカルチャーに造詣が深いことでも知られ、特に『遊戯王オリジナルカードゲーム』を愛好することから、≪氷上のデュエリスト≫とも呼ばれる。
少年時代から、スケート靴のエッジケースを紫と黄緑の“エヴァカラー”（エヴァンゲリオン初号機の色。いまは、片足ずつ初号機、二号機の色）にし、熱心なアニメファンであることを公言する田中は、フィギュアスケート界のサブカルブームを牽引する一人である。
プログラムにも早い段階でアニメ曲を取り入れ、2016-17シーズンにはエキシビション『千と千尋の神隠し』を演じた。また、2018-19シーズンのエキシビションでは、人気漫画『ジョジョの奇妙な冒険』を題材に滑り、原作ファンを失望させないようにと細部までこだわり抜いたプログラムは、フィギュアスケート界を超えて大きな話題を呼んだ。
2020年9月12日、エヴァンゲリオン主人公の声優である緒方恵美とも対談が実現。2021-2022シーズンのSPの楽曲に、『ヱヴァンゲリヲン新劇場版』シリーズ最新作『シン・エヴァンゲリオン劇場版』のBGM「11170 CH edition 0706」（作曲:鷺巣詩郎　編曲:CHOKKAKU 鷺巣詩郎）を予定していることを公表した。このSPは、もともと対談記事公開日に開催されたアイスショーで披露する予定だったが、田中は同ショーを『練習中の怪我のため』辞退。11月29日、2020NHK杯エキシビションで初披露した。なお、音源は映画使用楽曲から競技時間に合うよう編曲し直され、エヴァンゲリオン公式より提供されている。

### 衣装へのこだわり

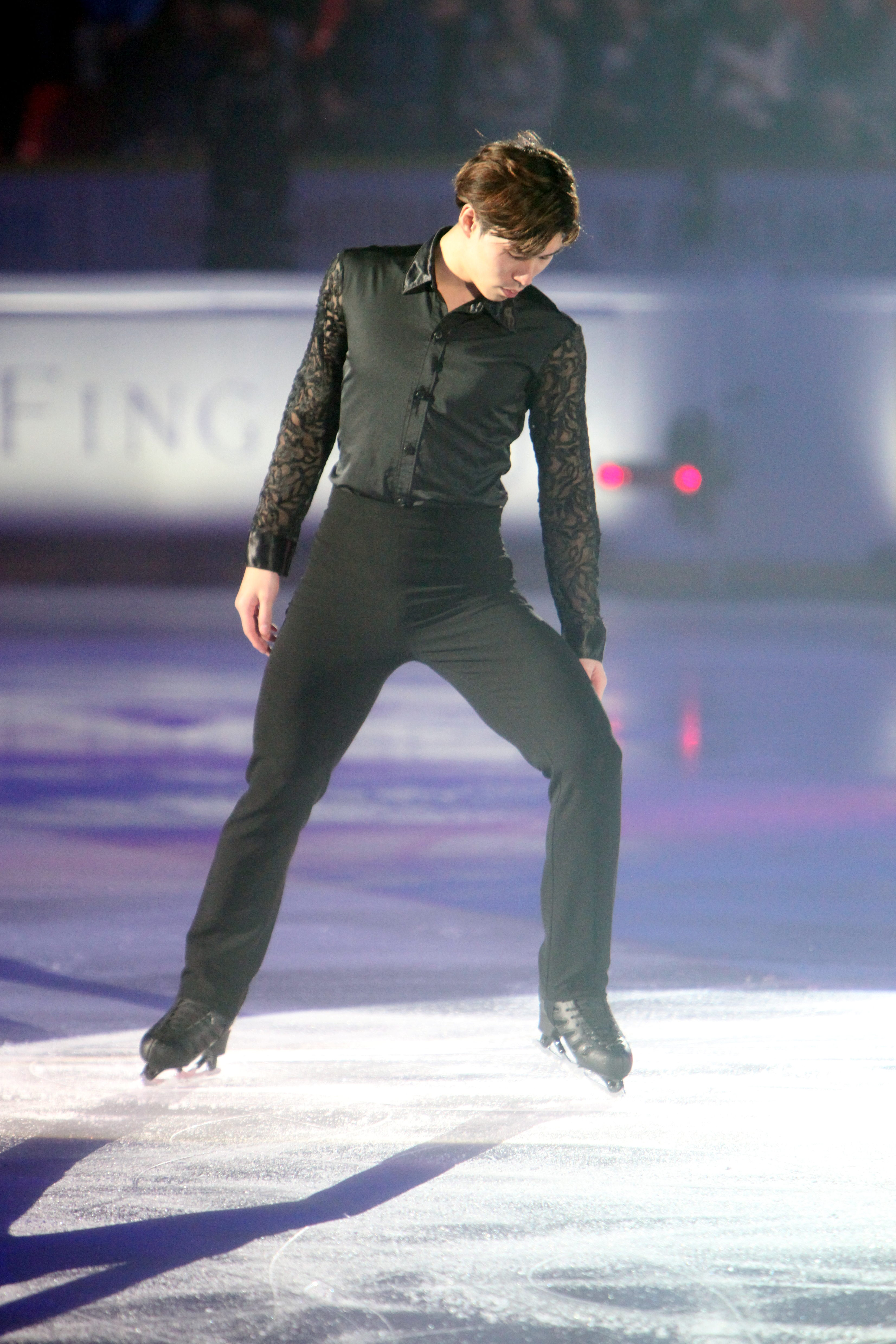
2018年フランス国際 でエキシビション『Just Like Fire』

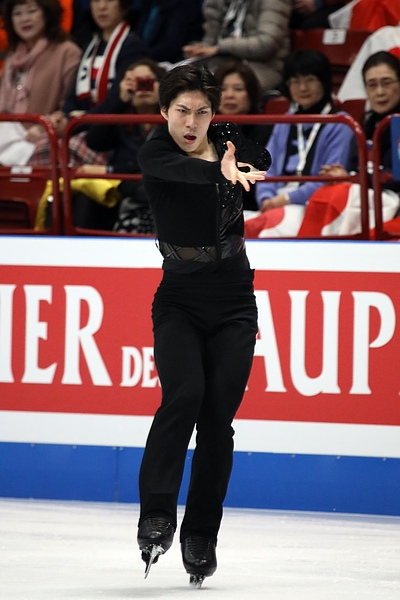
2018年世界選手権でショートプログラム『メモリーズ（ザ・プロフェット）』を演じる田中

全身を黒一色で包んだGala『Just Like Fire』の衣装も印象的だったが、ここ最近は田中自身がデザインに関与し、衣装の生地も自ら選んでいる。
中でも田中が気に入っている衣装は、平昌オリンピックでも着用した、上記と同じく黒一色の『メモリーズ』だ。｢（メモリーズの衣装は）パーツパーツでそれぞれ生地が全部違うんです。……生地を選ぶときにすごくこだわりました｣
そのほかにも、「自分が着たいと思う衣装で滑りたい」とも語っている。

### 表現者として
元フィギュアスケーターであり研究者（スポーツ科学者）である町田樹のアーティスティックスポーツに関する新しい取り組み「継承プロジェクト」に取り組んでおり、過去に振付、披露された演技を、別のスケーターにそのまま継承していくというプロジェクトの第1弾作品「ジュ・トゥ・ヴ（Je te veux）」（振付：町田樹 2014年）をアイスショー（プリンスアイスワールド2021-2022 in YOKOHAMA）で披露。
また氷上レビュー「LUXE」にもゲストスケーターとして参加。

## 経歴

### ジュニア以前
2001年、7歳の時にフィギュアスケートを始める。母親に連れられて、自宅近くにあるウェルサンピア倉敷（現ヘルスピア倉敷）のスケートリンク場に行ったことがきっかけだった。何か夢中になるものを探していた田中はピンときて、幼いながら「これを最後までやり遂げよう」と思ったのだという。
のちに「華やかなフィギュアスケートは自分と対極にあるもので、未知の魅力を感じた」とも語っている。
8歳より林祐輔コーチの指導を受けており、 大阪府立臨海スポーツセンターを拠点としていたコーチのいる大阪まで、小学3年生から、週末ごとに倉敷から長距離バスで通った。現在は、林コーチとともにひょうご西宮アイスアリーナに拠点をおく。

#### 国民体育大会で優勝・髙橋大輔以来の快挙
2004年から2007年まで全日本フィギュアスケートノービス選手権に出場していたが、ライバルの羽生、日野が2度優勝しているのに対し、田中は2位止まりであった。
だが、2007-2008シーズンには、エイゴンチャレンジ杯のノービスクラスで優勝する。
2008-09シーズンからはジュニアクラスに参戦。
2009-2010シーズン、全日本選手権に初出場で8位入賞を果たし、新人賞を受賞。さらに第65回国民体育大会では、中学3年生にして少年男子の部で優勝する。中学生での優勝は、2001年（第56回大会）の髙橋大輔以来の快挙だった。

#### 世界ジュニア選手権初出場で銀メダル獲得

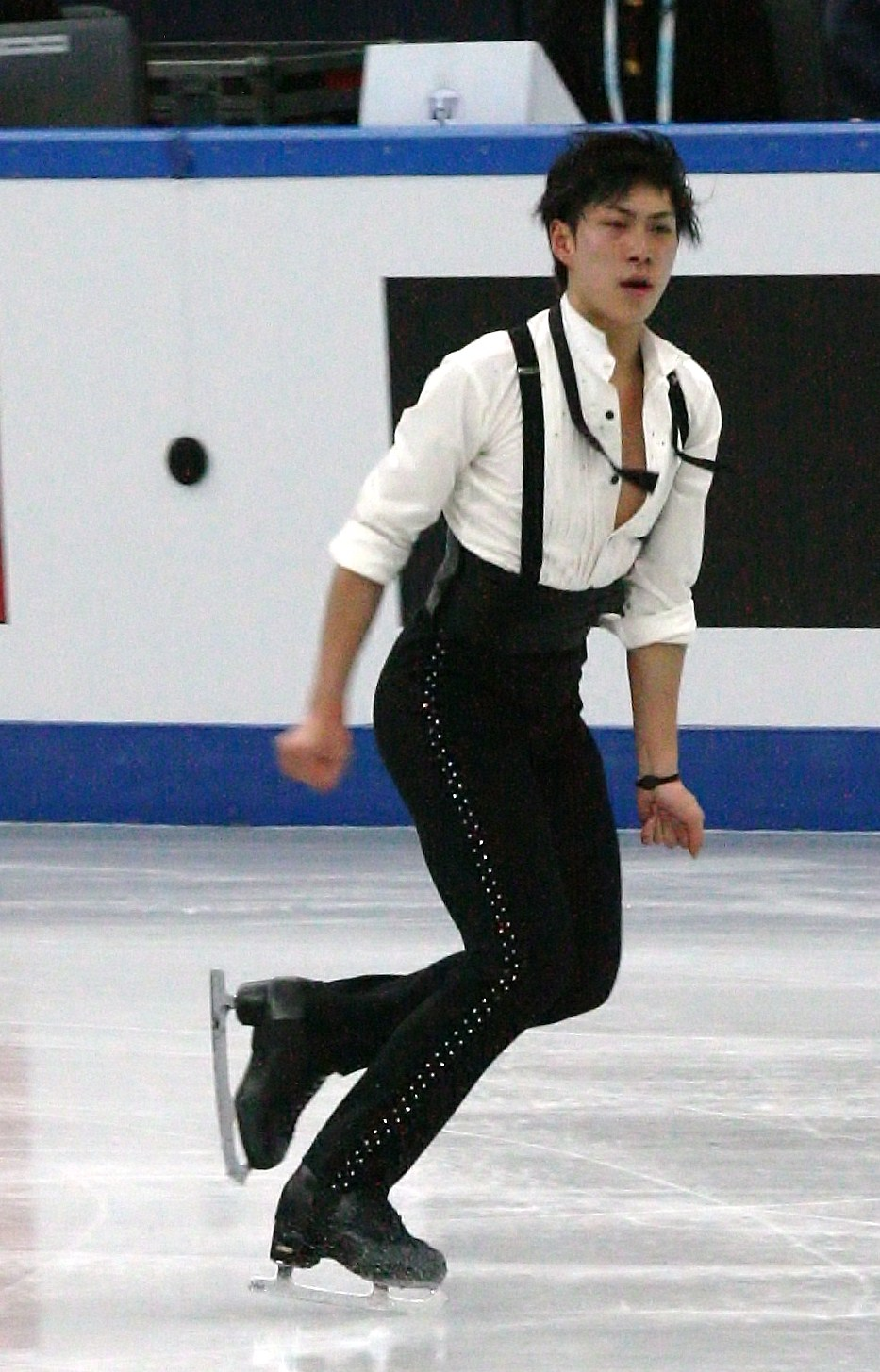
2012年ジュニアグランプリファイナルのショートプログラム『AFRO FREAK』

2010-2011シーズンよりジュニアグランプリシリーズ（JGP）に参戦。初戦のJGP ブラショフ杯で3位に入るも、続くJGP ジョン・カリー記念では6位に終わり、ジュニアグランプリファイナルの出場を逃した。
全日本ジュニア選手権では、SPで19位と大きく出遅れるも、FS5位、総合9位となり全日本選手権に出場。全日本選手権では11位となり、世界ジュニア選手権の代表に選出された。
世界ジュニア選手権は予選からのスタートとなったが、予選、SP、FSを通して全てのジャンプを着氷し、初出場ながら銀メダルを獲得した。
2011-2012シーズン、ジュニアグランプリシリーズはJGPブリスベンとJGPオーストリアに出場し、ともに表彰台に上った。しかし、初出場となったジュニアグランプリファイナルでは、転倒こそなかったもののジャンプにミスが相次ぎ、最下位に沈んだ。
ファイナルを前に出場した全日本ジュニア選手権では2位となり、2006年から6度目の出場にして初めてメダルを獲得。全日本選手権ではジュニア勢の中ではトップの7位に入り、2年連続世界ジュニア選手権代表に選出された。世界ジュニア選手権では、SP11位と出遅れたが、FSではシーズンベストを更新する演技を見せて5位、総合で7位まで順位を上げた。
2012-2013シーズン、ジュニアグランプリファイナルは、6位。

#### 全日本ジュニア選手権で金メダル獲得
2013-2014シーズン、ジュニアグランプリシリーズはJGPコシツェで、シリーズ初優勝。4回転トウループを初成功させ、JGPチェコスケートでも優勝した。ジュニアグランプリファイナルはSP首位に立つも、総合4位に終わった。
全日本ジュニア選手権では、念願の首位を取り、金メダル獲得。全日本選手権では8位。
シニアのISUチャンピオンシップス初出場となった四大陸選手権では、17位。トリグラフトロフィーでは銀メダルを取り、シニアの国際大会で初めて表彰台に昇った。

### シニア移行後

#### 遅咲きの、19歳でシニア移行
2014-2015シーズン、シニアクラスへ完全移行。ニース杯で銅メダルを獲得。グランプリシリーズに参戦し、中国杯では8位だった。
2015-2016シーズン、チャレンジャーシリーズのUSインターナショナルクラシックで銀メダルを獲得。NHK杯では4回転サルコウを初成功させ、自己ベストを大きく更新し、5位に入った。
全日本選手権では、自己最高の4位。2年ぶりの出場となった四大陸選手権では、前回の17位から大きく順位を上げ、6位入賞を果たした。
2016-2017シーズン、NHK杯で自己ベストを更新し、3位。シニアデビュー３年目にして、自身初となるグランプリシリーズの表彰台に立った。全日本選手権では、宇野昌磨に次ぐ2位で、メダルを初めて獲得した。
アルマトイで開催されたユニバーシアードでも、非公式ながら自己最高点を更新し、デニス・テンに続く銀メダルを獲得。その後、4年連続選出されることになる、初出場の世界選手権では19位だった。

#### 平昌オリンピックに出場
2017-2018シーズン、初戦のアジア杯では優勝するものの、オンドレイネペラトロフィーの6分間練習中の転倒から腰を傷め、ロステレコム杯は棄権となった。だが、中国杯では、SPで自己最高点を出し、4位。総合7位となる。
無良崇人らと競り合い、2年連続で全日本選手権2位となり、平昌オリンピック男子シングル日本代表に選ばれる。SP、FSともに非公認ながら自己最高点。サルコウ、トウループと二種類の4回転を成功させただけでなく、演技構成点が高く評価された結果だった。
さらに3年連続4回目出場の四大陸選手権では、SP、FS両方の自己最高点を更新。総合でも自己最高点をマークし、表彰台に肉薄する4位入賞を果たした。
迎えた平昌オリンピックでは、団体戦のFSに出場したが、ジャンプミスが響いて総合5位に留まり、五輪メダル獲得はいたらなかった。続く個人戦でも、SPで冒頭の4回転サルコウで着氷時にエッジが滑って転倒してしまい、20位と大きく出遅れた。FSでは冒頭の4回転サルコウが成功し、オリンピックで4回転を成功させた、史上6人目の日本人となった。だが、他のジャンプで失敗が続き15位、総合18位に終わった。一歩一歩着実に昇ってきた田中は、初出場だったオリンピックを振り返り、「これが五輪なんだ。難しさが身に染みた」。その経験を「今後どんな試合に出ても、小さな舞台や大きな舞台でも、この緊張感というのは一生の宝になる」と語った。
2年連続出場の世界選手権では、大会直前にスケート靴が壊れるアクシデントに見舞われるが、続行。自身最高となる13位に入った。
2018-2019シーズン、スケート靴の種類を変えるなど試行錯誤し、前半のグランプリシリーズは2戦とも8位とやや乱れるも、後半は復調の兆しを見せた。
全日本選手権では、宇野昌磨、髙橋大輔に次ぐ3位。3年連続出場の世界選手権は、冒頭の4回転サルコウが抜け、SP19位から始まり、苦戦を強いられる。FS11位と挽回し、結果は総合14位だったが、その前月、4年連続5回目出場となった四大陸選手権、翌月に初出場した世界フィギュアスケート国別対抗戦はともに、新採点方式での自己最高点を更新した。

#### 世界選手権に4年連続選出
2019-2020、引き続き好調躍進のシーズン。チャレンジャーシリーズのUSクラシックでは、アメリカのヴィンセント・ジョウを破り、山本草太とワンツーフィニッシュを飾った。これはシニアとして、自身のISU公式戦初優勝である。
スケートカナダでは、会場への移動中に、交通事故を起こしたタクシーに乗りあわせており、危ぶまれたが、2016年のNHK杯以来、3年ぶりとなるグランプリシリーズの表彰台に立った。中国杯は、そのたった2週間後だった。ジャンプのミスが続き、SP7位となったことが響き、惜しくも総合5位となり、グランプリファイナルへは駒が進めなかった。
その後の全日本選手権では、SPで4回転サルコウを転倒するも、ステップシークエンスを高く評価される。FSは2本の4回転サルコウを決め、4位となり、4年連続となる世界選手権への切符を手にする。
2020-2021シーズンは、試練の幕開けとなった。
新型コロナウィルスの影響で、直前に中止になった世界選手権の地、モントリオールから2泊4日で帰ったのち、緊急事態宣言が出され、約1ヵ月半にわたり氷上に立てなかった。
焦燥のなか、練習が再開されるも、8月、練習中に右膝に怪我をしてしまう。さらに9月、溶連菌感染症で入院。退院直後で出場となった、中四国九州選手権大会では3回転アクセルなどを回避し、優勝。10月に行われた西日本選手権では、4回転、3回転ルッツ、3-3を封印するも、「いまできることをやっている」SPは納得の演技で、山本草太、友野一希に続く3位となる。
11月のNHK杯（非公認大会）
ではジャンプのミスが続き、4位入賞にとどまるが、実戦で4回転サルコウを組み込むところまでクリアする。
復帰へのステップとして照準を合わせてきた、全日本選手権では、渾身の演技を見せた。切れ味を戻したSP、FSでは4回転サルコウを2本組み込み、5年連続の世界選手権代表は逃すも、4位。
2021-2022シーズン、競技引退を発表。引退後はプロスケーターと、指導者を志すアシスタントコーチのふたつのキャリアを歩むことを表明。コーチとしてはひょうご西宮アイスアリーナで恩師となる長光歌子コーチ、淀粧也香コーチのもとで経験を積み、アシスタントコーチとして指導に携わる予定。

### 競技引退後
ひょうご西宮アイスアリーナでの指導のほか、プロフィギュアスケーターとしてアイスショーへの出演、全日本選手権や世界選手権の大会公式アンバサダーとして活動。
2025年1月31日、ひょうご西宮アイスアリーナでの指導を終了。2月に渡米してジャンプの練習に用いる補助器具、ハーネスのコーチング方法を学ぶ。
2025年5月、出身地の岡山県倉敷市に指導拠点を変更、倉敷芸術科学大学のスケートリンク「ヘルスピア倉敷」を拠点として活動。

## 主な戦績

### 2014-2015シーズンから
| 大会/年                    | 2014-15 | 2015-16 | 2016-17 | 2017-18  | 2018-19 | 2019-20 | 2020-21 | 2021-22 |
| -------------------------- | ------- | ------- | ------- | -------- | ------- | ------- | ------- | ------- |
| 冬季オリンピック           |         |         |         | 18       |         |         |         |         |
| 世界選手権                 |         |         | 19      | 13       | 14      | 中止    |         |         |
| 四大陸選手権               |         | 6       | 13      | 4        | 7       |         |         |         |
| 全日本選手権               | 8       | 4       | 2       | 2        | 3       | 4       | 4       | 11      |
| GP NHK杯                   |         | 5       | 3       |          |         |         | ４      |         |
| GPロステレコム杯           |         |         | 7       | 棄権     |         |         |         | 9       |
| GPグランプリオブヘルシンキ |         |         |         |          | 8       |         |         |         |
| GP中国杯                   | 8       |         |         | 7        |         | 5       |         |         |
| GPフランス国際             |         |         |         |          | 8       |         |         |         |
| GPスケートカナダ           |         |         |         |          |         | 3       |         | 10      |
| CSネペラ杯                 |         |         |         | 8        | 3       |         |         |         |
| CS USクラシック            |         | 2       | 10      |          |         | 1       |         |         |
| ユニバーシアード           |         |         | 2       |          |         |         |         |         |
| アジアフィギュア杯         |         | 2       | 1       | 1        |         |         |         |         |
| チャレンジカップ           |         |         |         |          |         | 2       |         |         |
| ガルデナスプリング杯       | 2       |         |         |          |         |         |         |         |
| ニース杯                   | 3       |         |         |          |         |         |         |         |
| 団体戦                     |         |         |         |          |         |         |         |         |
| 冬季オリンピック           |         |         |         | 5 (団体) |         |         |         |         |
| 世界国別対抗戦             |         |         |         |          | T2 / P5 |         |         |         |

### 2006-07から2013-2014シーズンまで
| 大会/年               | 2006-07 | 2007-08 | 2008-09 | 2009-10 | 2010-11 | 2011-12 | 2012-13 | 2013-14 |
| --------------------- | ------- | ------- | ------- | ------- | ------- | ------- | ------- | ------- |
| 四大陸選手権          |         |         |         |         |         |         |         | 17      |
| 全日本選手権          |         |         |         | 8       | 11      | 7       | 7       | 8       |
| トリグラフ杯          |         |         |         |         |         |         |         | 2       |
| ニース杯              |         |         |         | 7       |         |         |         |         |
| 世界Jr.選手権         |         |         |         |         | 2       | 7       |         | 7       |
| 全日本Jr.選手権       | 16      | 8       | 6       | 6       | 9       | 2       | 3       | 1       |
| JGPファイナル         |         |         |         |         |         | 6       | 6       | 4       |
| JGPチェコスケート     |         |         |         |         |         |         |         | 1       |
| JGPコシツェ           |         |         |         |         |         |         |         | 1       |
| JGP S.ブレッド杯      |         |         |         |         |         |         | 4       |         |
| JGPレークプラシッド   |         |         |         |         |         |         | 2       |         |
| JGPブリスベン         |         |         |         |         |         | 2       |         |         |
| JGPオーストリア       |         |         |         |         |         | 3       |         |         |
| JGPブラショフ杯       |         |         |         |         | 3       |         |         |         |
| JGPジョン・カリー記念 |         |         |         |         | 6       |         |         |         |
| エイゴンチャレンジ杯  |         | 1 N     |         |         |         |         |         |         |

- N = ノービスクラス

### 詳細
| 2021-2022 シーズン        |                                                      |          |           |           |
| 開催日                    | 大会名                                               | SP       | FS        | 結果      |
| 2021年12月22日 - 26日     | 第90回全日本フィギュアスケート選手権（さいたま）     | 10 84.10 | 9 148.32  | 11 232.42 |
| 2021年11月26日 - 28日     | ISUグランプリシリーズロステレコム杯（モスクワ）      | 10 76.69 | 10 153.06 | 9 229.75  |
| 2021年10月29日 - 11月01日 | ISUグランプリシリーズ スケートカナダ（バンクーバー） | 6 78.83  | 12 143.37 | 10 222.20 |

| 2020-2021 シーズン    |                                                   |         |          |          |
| 開催日                | 大会名                                            | SP      | FS       | 結果     |
| 2020年12月24日 - 27日 | 第89回全日本フィギュアスケート選手権（長野）      | 4 83.61 | 4 155.22 | 4 238.83 |
| 2020年11月27日 - 29日 | 2020年NHK杯国際フィギュアスケート競技大会（門真） | 4 76.57 | 5 138.95 | 4 215.52 |

| 2019-2020 シーズン    |                                                              |         |          |          |
| 開催日                | 大会名                                                       | SP      | FS       | 結果     |
| 2020年3月16日 - 22日  | 2020年世界フィギュアスケート選手権（モントリオール）         |         |          | 中止     |
| 2020年2月20日 - 23日  | チャレンジカップ2020（デンハーグ）                           | 3 75.54 | 2 165.64 | 2 241.18 |
| 2019年12月19日 - 22日 | 第88回全日本フィギュアスケート選手権（東京）                 | 4 80.90 | 5 171.54 | 4 252.44 |
| 2019年11月8日 - 10日  | ISUグランプリシリーズ 中国杯（重慶）                         | 7 74.64 | 5 158.98 | 5 233.62 |
| 2019年10月25日 - 27日 | ISUグランプリシリーズ スケートカナダ（ケロウナ）             | 5 80.11 | 3 169.91 | 3 250.02 |
| 2019年9月17日 - 22日  | ISUチャレンジャーシリーズ USクラシック（ソルトレイクシティ） | 2 88.76 | 1 161.20 | 1 249.96 |

| 2018-2019 シーズン    |                                                                        |          |           |           |
| 開催日                | 大会名                                                                 | SP       | FS        | 結果      |
| 2019年4月11日 - 14日  | 2019年世界フィギュアスケート国別対抗戦（福岡市）                       | 4 89.05  | 6 169.79  | 2 団体    |
| 2019年3月18日 - 24日  | 2019年世界フィギュアスケート選手権（さいたま）                         | 19 78.76 | 11 159.64 | 14 238.40 |
| 2019年2月7日 - 10日   | 2019年四大陸フィギュアスケート選手権（アナハイム）                     | 7 83.93  | 6 167.61  | 7 251.54  |
| 2018年12月20日 - 24日 | 第87回全日本フィギュアスケート選手権（門真）                           | 4 79.32  | 2 157.13  | 3 236.45  |
| 2018年11月23日 - 25日 | ISUグランプリシリーズ フランス国際（グルノーブル）                     | 8 79.35  | 8 136.97  | 8 216.32  |
| 2018年11月2日 - 4日   | ISUグランプリシリーズ フィンランド杯（ヘルシンキ）                     | 7 80.60  | 9 126.22  | 8 206.82  |
| 2018年9月19日 - 22日  | ISUチャレンジャーシリーズ オンドレイネペラトロフィー（ブラチスラヴァ） | 3 77.53  | 4 144.39  | 3 221.92  |

| 2017-2018 シーズン    |                                                                       |          |           |           |
| 開催日                | 大会名                                                                | SP       | FS        | 結果      |
| 2018年3月19日 - 25日  | 2018年世界フィギュアスケート選手権（ミラノ）                          | 14 80.17 | 12 156.49 | 13 236.66 |
| 2018年2月16日 - 17日  | 平昌オリンピック（平昌）                                              | 20 80.05 | 15 164.78 | 18 244.83 |
| 2018年2月9日 - 12日   | 平昌オリンピック 団体戦（平昌）                                       | -        | 5 148.36  | 5 団体    |
| 2018年1月24日 - 27日  | 2018年四大陸フィギュアスケート選手権（台北）                          | 3 90.68  | 5 169.63  | 4 260.31  |
| 2017年12月20日 - 24日 | 第86回全日本フィギュアスケート選手権（調布）                          | 2 91.34  | 2 175.81  | 2 267.15  |
| 2017年11月3日 - 5日   | ISUグランプリシリーズ中国杯（北京）                                   | 4 87.19  | 8 159.98  | 7 247.17  |
| 2017年10月20日 - 22日 | ISUグランプリシリーズロステレコム杯（モスクワ）                       | -        | -         | 棄権      |
| 2017年9月21日 - 23日  | ISUチャレンジャーシリーズオンドレイネペラトロフィー（ブラチスラヴァ） | 4 75.81  | 9 121.37  | 8 197.18  |
| 2017年8月2日 - 5日    | 2017年アジアフィギュア杯（香港）                                      | 2 68.75  | 1 151.33  | 1 220.08  |

| 2016-2017 シーズン     |                                                                                |          |           |           |
| 開催日                 | 大会名                                                                         | SP       | FS        | 結果      |
| 2017年3月27日 - 4月2日 | 2017年世界フィギュアスケート選手権（ヘルシンキ）                               | 22 73.45 | 17 148.89 | 19 222.34 |
| 2017年2月14日 - 19日   | 2017年四大陸フィギュアスケート選手権（江陵）                                   | 11 77.55 | 11 142.63 | 13 220.18 |
| 2017年1月31日 - 2月5日 | ユニバーシアード冬季競技大会（アルマトイ）                                     | 2 89.05  | 3 163.04  | 2 252.09  |
| 2016年12月22日 - 25日  | 第85回全日本フィギュアスケート選手権（門真）                                   | 3 85.68  | 2 163.70  | 2 249.38  |
| 2016年11月25日 - 27日  | ISUグランプリシリーズ NHK杯（札幌）                                            | 3 80.49  | 3 167.95  | 3 248.44  |
| 2016年11月4日 - 6日    | ISUグランプリシリーズ ロステレコム杯（モスクワ）                               | 10 69.13 | 5 155.78  | 7 224.91  |
| 2016年9月14日 - 17日   | ISUチャレンジャーシリーズ USインターナショナルクラシック（ソルトレイクシティ） | 11 61.85 | 10 124.13 | 10 185.98 |
| 2016年8月4日 - 7日     | 2016年アジアフィギュア杯（マニラ）                                             | 2 63.55  | 1 148.74  | 1 212.29  |

| 2015-2016 シーズン    |                                                                                |         |          |          |
| 開催日                | 大会名                                                                         | SP      | FS       | 結果     |
| 2016年2月16日 - 21日  | 2016年四大陸フィギュアスケート選手権（台北）                                   | 7 74.82 | 7 147.88 | 6 222.70 |
| 2015年12月24日 - 27日 | 第84回全日本フィギュアスケート選手権（札幌）                                   | 6 74.19 | 4 167.86 | 4 242.05 |
| 2015年11月27日 - 29日 | ISUグランプリシリーズ NHK杯（長野）                                            | 9 73.74 | 4 161.16 | 5 234.90 |
| 2015年9月16日 - 20日  | ISUチャレンジャーシリーズ USインターナショナルクラシック（ソルトレイクシティ） | 5 66.54 | 3 145.80 | 2 212.34 |
| 2015年8月5日 - 8日    | 2015年アジアフィギュア杯（バンコク）                                           | 2 61.64 | 1 121.06 | 2 182.70 |

| 2014-2015 シーズン    |                                              |          |          |          |
| 開催日                | 大会名                                       | SP       | FS       | 結果     |
| 2015年3月22日 - 24日  | 2015年ガルデナスプリング杯（ガルデナ）       | 3 63.11  | 2 131.44 | 2 194.55 |
| 2014年12月25日 - 28日 | 第83回全日本フィギュアスケート選手権（長野） | 9 62.83  | 7 124.60 | 8 187.43 |
| 2014年11月7日 - 9日   | ISUグランプリシリーズ 中国杯（上海）         | 11 56.82 | 6 132.44 | 8 189.26 |
| 2014年10月15日 - 19日 | 2014年ニース杯（ニース）                     | 3 67.96  | 2 129.87 | 3 197.83 |

| 2013-2014 シーズン    |                                                        |          |           |           |
| 開催日                | 大会名                                                 | SP       | FS        | 結果      |
| 2014年4月2日 - 6日    | 2014年トリグラフトロフィー（イェセニツェ）             | 2 63.08  | 2 126.75  | 2 189.83  |
| 2014年3月10日 - 16日  | 2014年世界ジュニアフィギュアスケート選手権（ソフィア） | 4 70.57  | 8 122.19  | 7 192.76  |
| 2014年1月20日 - 25日  | 2014年四大陸フィギュアスケート選手権（台北）           | 14 62.61 | 17 116.30 | 17 178.91 |
| 2013年12月20日 - 23日 | 第82回全日本フィギュアスケート選手権（さいたま）       | 7 71.78  | 10 139.74 | 8 211.52  |
| 2013年12月5日 - 8日   | 2013/2014 ISUジュニアグランプリファイナル（福岡）      | 1 73.63  | 4 132.08  | 4 205.71  |
| 2012年11月22日 - 24日 | 第82回全日本フィギュアスケートジュニア選手権（名古屋） | 1 75.93  | 1 139.36  | 1 215.29  |
| 2013年10月2日 - 6日   | ISUジュニアグランプリ チェコスケート（オストラヴァ）   | 1 70.43  | 1 139.59  | 1 210.02  |
| 2013年9月11日 - 15日  | ISUジュニアグランプリ コシツェ（コシツェ）             | 1 70.72  | 3 122.89  | 1 193.61  |

| 2012-2013 シーズン     |                                                            |          |          |          |
| 開催日                 | 大会名                                                     | SP       | FS       | 結果     |
| 2012年12月20日 - 24日  | 第81回全日本フィギュアスケート選手権（札幌）               | 11 62.54 | 6 145.98 | 7 208.52 |
| 2012年12月6日 - 9日    | 2012/2013 ISUジュニアグランプリファイナル（ソチ）          | 5 61.74  | 6 112.81 | 6 174.55 |
| 2012年11月17日 - 18日  | 第81回全日本フィギュアスケートジュニア選手権（西東京）     | 3 65.21  | 3 124.25 | 3 189.46 |
| 2012年9月26日 - 30日   | ISUジュニアグランプリ センシラ・ブレッド杯（ブレッド）     | 3 61.83  | 4 118.94 | 4 180.77 |
| 2012年8月29日 - 9月2日 | ISUジュニアグランプリ レークプラシッド（レークプラシッド） | 2 58.63  | 2 123.87 | 2 182.50 |

| 2011-2012 シーズン      |                                                                 |          |          |          |
| 開催日                  | 大会名                                                          | SP       | FS       | 結果     |
| 2012年2月27日 - 3月4日  | 2012年世界ジュニアフィギュアスケート選手権（ミンスク）          | 11 57.70 | 5 132.16 | 7 189.86 |
| 2011年12月22日 - 26日   | 第80回全日本フィギュアスケート選手権（門真）                    | 6 67.48  | 7 133.97 | 7 201.45 |
| 2011年12月8日 - 11日    | 2011/2012 ISUジュニアグランプリファイナル（ケベック・シティー） | 6 58.15  | 5 112.99 | 6 171.14 |
| 2011年11月25日 - 27日   | 第80回全日本フィギュアスケートジュニア選手権（八戸）            | 1 62.99  | 3 124.81 | 2 187.80 |
| 2011年9月28日 - 10月1日 | ISUジュニアグランプリ オーストリア（インスブルック）            | 3 59.73  | 4 114.25 | 3 173.98 |
| 2011年9月7日 - 11日     | ISUジュニアグランプリ ブリスベン（ブリスベン）                  | 2 64.65  | 2 127.71 | 2 192.36 |

| 2010-2011 シーズン    |                                                            |          |          |           |           |
| 開催日                | 大会名                                                     | 予選     | SP       | FS        | 結果      |
| 2011年2月28日-3月6日  | 2011年世界ジュニアフィギュアスケート選手権（江陵）         | 1 128.56 | 6 64.06  | 1 132.92  | 2 196.98  |
| 2010年12月24日-27日   | 第79回全日本フィギュアスケート選手権（長野）               | -        | 14 57.64 | 10 126.14 | 11 183.78 |
| 2010年11月26日-28日   | 第79回全日本フィギュアスケートジュニア選手権（ひたちなか） | -        | 19 42.08 | 5 98.38   | 9 140.46  |
| 2010年9月29日-10月3日 | ISUジュニアグランプリ ジョン・カリー記念（シェフィールド） | -        | 3 58.28  | 7 97.03   | 6 155.31  |
| 2010年9月8日-12日     | ISUジュニアグランプリ ブラショフ杯（ブラショフ）           | -        | 3 57.98  | 4 108.50  | 3 166.48  |

| 2009-2010 シーズン    |                                                      |         |          |          |
| 開催日                | 大会名                                               | SP      | FS       | 結果     |
| 2009年12月25日 - 27日 | 第78回全日本フィギュアスケート選手権（門真）         | 9 65.90 | 8 121.36 | 8 187.26 |
| 2009年11月21日 - 23日 | 第78回全日本フィギュアスケートジュニア選手権（横浜） | 7 52.05 | 6 89.92  | 6 141.97 |

| 2008-2009 シーズン    |                                                        |          |         |          |
| 開催日                | 大会名                                                 | SP       | FS      | 結果     |
| 2008年11月23日 - 24日 | 第77回全日本フィギュアスケートジュニア選手権（名古屋） | 11 45.18 | 5 97.14 | 6 142.32 |

| 2007-2008 シーズン    |                                                      |          |         |          |
| 開催日                | 大会名                                               | SP       | FS      | 結果     |
| 2007年11月24日 - 25日 | 第76回全日本フィギュアスケートジュニア選手権（仙台） | 11 44.50 | 8 99.96 | 8 144.46 |

| 2006-2007 シーズン    |                                                      |          |          |           |
| 開催日                | 大会名                                               | SP       | FS       | 結果      |
| 2006年11月25日 - 26日 | 第75回全日本フィギュアスケートジュニア選手権（広島） | 21 37.54 | 15 72.67 | 16 110.21 |

## プログラム使用曲
| シーズン  | SP                                                                           | FS | EX |
| --------- | ---------------------------------------------------------------------------- | --- | --- |
| 2021-2022 | 映画『シン・エヴァンゲリオン劇場版』より Paris 作曲：鷺巣詩郎 振付：宮本賢二 | 映画『セッション』より Whiplash Caravan 振付：マッシモ・スカリ                                                                               | GODZILLA 振付：吉野晃平 |
| 2020-2021 | Hip Hip Chin Chin 曲：Club des Belugas 振付：マッシモ・スカリ                | 映画『シャーロック・ホームズ』より 作曲：ハンス・ジマー 振付：宮本賢二                                                                       | 『ジョジョの奇妙な冒険 ダイヤモンドは砕けない』より ダイヤモンドは砕けない〜メインテーマ〜 作曲：菅野祐悟 振付：佐藤操『シン・エヴァンゲリオン劇場版』より 「11170 CH edition 0706」 ※2021-2022SP使用予定曲 作曲:鷺巣詩郎 編曲:CHOKKAKU 鷺巣詩郎 振付：宮本賢二 |
| 2019-2020 | Hip Hip Chin Chin 曲：Club des Belugas 振付：マッシモ・スカリ                | 映画『シャーロック・ホームズ』より 作曲：ハンス・ジマー 振付：宮本賢二                                                                       | Pump It by The Black Eyed Peas 振付：吉野晃平 |
| 2018-2019 | メモリーズ（ザ・プロフェット） 演奏：ゲイリー・ムーア 振付：マッシモ・スカリ | ウィリアム・テル序曲 作曲：ジョアキーノ・ロッシーニ 振付：マッシモ・スカリ                                                                   | 『ジョジョの奇妙な冒険 ダイヤモンドは砕けない』より ダイヤモンドは砕けない〜メインテーマ〜 作曲：菅野祐悟 振付：佐藤操 |
| 2017-2018 | メモリーズ（ザ・プロフェット） 演奏：ゲイリー・ムーア 振付：マッシモ・スカリ | フェデリコ・フェリーニメドレー 作曲：ニーノ・ロータ 振付：マッシモ・スカリ                                                                   | Just Like Fire ボーカル：P!nk 振付：磯崎大介 |
| 2016-2017 | ブエノスアイレスの春 作曲：アストル・ピアソラ 振付：マッシモ・スカリ         | フェデリコ・フェリーニメドレー 作曲：ニーノ・ロータ 振付：マッシモ・スカリ                                                                   | 千と千尋の神隠し 作曲：久石譲 振付：佐藤操 |
| 2015-2016 | ブエノスアイレスの春 作曲：アストル・ピアソラ 振付：マッシモ・スカリ         | 椿姫 作曲：ジュゼッペ・ヴェルディ 振付：マッシモ・スカリ                                                                                     | AFRO FREAK 演奏：ARTS 振付：宮本賢二 |
| 2014-2015 | インスティンクト・ラプソディ 作曲：川井郁子 振付：宮本賢二                   | 椿姫 作曲：ジュゼッペ・ヴェルディ 振付：マッシモ・スカリ                                                                                     | |
| 2013-2014 | インスティンクト・ラプソディ 作曲：川井郁子 振付：宮本賢二                   | 映画『アンタッチャブル』より 作曲：エンニオ・モリコーネ 振付：宮本賢二映画『ドクトル・ジバゴ』より 作曲：モーリス・ジャール 振付：阿部奈々美 | AFRO FREAK 演奏：ARTS 振付：宮本賢二 |
| 2012-2013 | AFRO FREAK 演奏：ARTS 振付：宮本賢二                                         | 映画『アンタッチャブル』より 作曲：エンニオ・モリコーネ 振付：宮本賢二                                                                       | ライズ 演奏：サフリ・デュオ 振付：林祐輔 |
| 2011-2012 | ヴィオレンタンゴ 作曲：アストル・ピアソラ 振付：宮本賢二                     | 映画『アンタッチャブル』より 作曲：エンニオ・モリコーネ 振付：宮本賢二                                                                       | - |
| 2010-2011 | ヴィオレンタンゴ 作曲：アストル・ピアソラ 振付：宮本賢二                     | 交響曲第5番 ニ短調 バレエ音楽『ボルト』 作曲：ドミートリイ・ショスタコーヴィチ 振付：宮本賢二                                                | 映画『仁義なき戦い』より 作曲：津島利章 |